# Боуэн, Стивен Джерард
Сти́вен Дже́рард Бо́уэн (англ. Stephen Gerard Bowen; 13 февраля 1964 года, Кохассет, Массачусетс, США) — подводник Военно-морских сил США и астронавт НАСА. Второй американский подводник, совершивший космический полёт. Совершил четыре космических полёта к МКС. Общее время пребывания Боуэна в космосе составляет более 226 суток.

## Образование и военная карьера
Стивен Боуэн родился 13 февраля 1964 года в Кохассете (штат Массачусетс). В 1982 году после окончания средней школы поступил в Военно-морскую академию США, где в 1986 году получил степень бакалавра в области электротехники.
После обучения в школе подводников, Боуэн три года служил на подводной лодке USS Parche, а затем на USS Pogy (SSN-647) в качестве военно-морского инженера. В 1993 году Боуэн, после окончания совместного курса по кораблестроению Массачусетского технологического института и Вудсхольского океанографического института, получил степень магистра в области кораблестроения, после чего продолжил службу на АПЛ AUGUSTA (SSN 710) в качестве офицера инженера-электрика. Получил квалификацию командира атомной подводной лодки. С 1997 года служил в Командовании специальных операций США в рабочей группе перспективного планирования отдела планирования и управления. В 1999 году лейтенант-коммандер Боуэн девять месяцев служил в Главной Инспекции подводного флота инспектором в комиссии по контролю и обслуживанию реакторов и двигательных установок подводных лодок.
В мае 2000 года коммандер Боуэн стал первым председателем комиссии по приёмке головной подводной лодки класса «Вирджиния».

## Карьера астронавта
В июле 2000 года Стивен Боуэн был отобран в группу подготовки астронавтов, он стал вторым подводником отобранным в астронавты. С августа 2000 года Боуэн проходил двухлетнюю космическую подготовку в качестве специалиста полёта. Затем он начал работу в группе технической поддержки Международной космической станции.

### Космические полёты
Первый полёт: стартовал 15 ноября 2008 года на многоразовом транспортном космическом корабле (МТКК) «Индевор» STS-126. Длительность полёта составила более 15 суток. В ходе полёта Боуэн совершил три выхода в открытый космос общей продолжительностью 19 часов 56 минут.
Второй полёт Боуэн совершил в мае 2010 года в экипаже шаттла Атлантис STS-132. Длительность полёта составила более 11 суток. В ходе этого полёта Боуэн совершил два выхода в открытый космос общей продолжительностью 14 часов 32 минуты.
 Третий полёт Боуэн совершил в марте 2011 года Боуэн в экипаже шаттла STS-133. Боуэн был назначен в экипаж «Дискавери» в январе 2011 года на замену получившего травму Тимоти Копра. Длительность полёта составила более 12 суток. В ходе этого полёта Боуэн совершил два выхода в открытый космос общей продолжительностью 12 часов 48 минут.
Четвёртый полёт: 2 марта 2023 года в 5:34 UTC стартовал с площадки 39A Космического центра имени Кеннеди (НАСА) в штате Флорида в качестве командира экипажа миссии SpaceX Crew-6 на американском частном многоразовом космическом корабле Crew Dragon компании SpaceX c помощью тяжелой ракеты-носителя Falcon 9 к Международной космической станции. Участник космических экспедиций МКС-68/МКС-69.
28 апреля астронавты Стивен Боуэн и Султан Аль-Нейади совершили выход в открытый космос из модуля «Квест» длительностью 7 часов 1 минута. Они установили на поверхности станции оборудование (S-Band FRG) для последующего развёртывания панелей солнечных батарей iROSA (iROSA 1A и 1B). 9 июня Стивен Боуэн, совместно с астронавтом Вуди Хобургом, провели выход в открытый космос из модуля «Квест» на поверхность МКС длительностью 6 часов 03 мин для развертывания панелей солнечных батарей iROSA 1A. 15 июня астронавты в том же составе продолжили работы в открытом космосе по развёртыванию панелей солнечных батарей iROSA 1В. Продолжительность выхода составила 5 часов 35 минут.
3 сентября 2023 года в 14:05 мск корабль Crew Dragon с экипажем миссии Crew-6 отчалил от МКС и 4 сентября 07:17 мск приводнился у побережья штата Флорида.
Статистика полётов:
| #     | Стартовый корабль      | Старт                    | Корабль посадки            | Посадка                 | Налёт                       | Кол-во ВКД | Продолжительность ВКД                                       |
| ----- | ---------------------- | ------------------------ | -------------------------- | ----------------------- | --------------------------- | ---------- | ----------------------------------------------------------- |
| 1     | Индевор STS-126        | 15.11.2008, 00:55 UTC    | Индевор STS-126            | 15.11.2008, 21:25 UTC   | 15 суток 20 часов 29 минут  | 3          | 19 часов 56 минут (6 ч. 52 мин.; 6 ч. 57 мин.; 6 ч. 07 мин) |
| 2     | Атлантис STS-132       | 14.05.2010, 8:20:09 UTC  | Атлантис STS-132           | 26.5.2010, 12:48 UTC    | 11 суток 18 часов 28 минут  | 2          | 14 часов 32 минуты (7 ч. 25 мин.; 7 ч. 07 мин).             |
| 3     | Дискавери STS-133      | 24.02.2011, 21:53:24 UTC | Дискавери STS-133          | 9.03.2011, 16:57:17 UTC | 12 суток 19 часов 04 минуты | 2          | 12 часов 48 минут (6 ч. 34 мин.; 6 ч. 14 мин).              |
| 4     | Dragon 2 SpaceX Crew-6 | 02.03.2023, 05:34 UTC    | SpaceX Crew-6, МКС-68 / 69 | 04.09.2023, 04:17 UTC   | 185 суток 22 часа 42 минуты | 3          | 18 часов 39 минут (07 ч. 01 мин; 6 ч. 3 мин; 5 ч. 35 мин;)  |
| Всего | Всего                  | Всего                    | Всего                      | Всего                   | 226 суток 8 часов 43 минуты | 10         | 2 суток 17 часов 55 минут                                   |